# Lidzija Arabiej
Lidzija Lwouna Arabiej (biał. Лідзія Львоўна Арабей, ros. Лидия Львовна Арабей, ur. 27 czerwca 1925 we wsi Nizok w rejonie uzdowskim, zm. 20 lutego 2015) – białoruska pisarka, krytyczka, literaturoznawczyni, kandydatka nauk filologicznych (odpowiednik polskiego stopnia doktorki). 

## Życiorys
Urodziła się 27 czerwca 1925 roku we wsi Nizok, w rejonie uzdowskim okręgu mińskiego Białoruskiej SRR, ZSRR. Pochodziła z rodziny służących. W czasie II wojny światowej w latach 1942–1944 mieszkała w okupowanym przez Niemców Szczuczynie Litewskim. Po zajęciu miasta przez Sowietów w 1944 roku została współpracowniczką redakcji szczuczyńskiej gazety rejonowej „Czyrwony Sciah”. Od 1945 roku mieszkała w Mińsku. Pracowała w czasopiśmie „Wożyk”, w redakcji gazety „Czyrwonaja Zmiena”, nauczała.
W 1951 roku ukończyła studia na Wydziale Filologii Białoruski Uniwersytet Państwowy im. Lenina, w 1954 roku – aspiranturę przy Instytucie Nauki i Sztuki Akademii Nauk Białoruskiej SRR. W 1958 roku uzyskała stopień kandydatki nauk filologicznych (odpowiednik polskiego stopnia doktorki). Od 1958 była członkinią Związku Pisarzy ZSRR.
W latach 1955–1967 była starszą redaktorką w wydawnictwie „Biełaruś”. W latach 1967–1974 pełniła funkcję współpracownicy literackiej w czasopiśmie „Połymia”. Pracę literacką rozpoczęła w 1946 roku. Występowała jako prozaiczka, krytyczka, literaturoznawczyni. Jej pierwsze utwory zostały wydane drukiem, według różnych źródeł, w roku 1946 lub 1953.
W 1956 roku wydawała monografię badawczą Ciotka (Ałaiza Paszkiewicz), w 1959 roku – szkic krytyczno-biograficzny Chwiados Szynkler. Jest autorką utworów dla dzieci (zbiór opowiadań Kalibry, 1960, opowieść Sini bor, 1972; zbiór opowiadań i bajek Isci u razwiedku, 1989). W opowieściach Na strunach bury (1966) i Stanu piesniaj (1977) pisała o życiu i twórczości Ałaizy Paszkiewicz. W opowieściach Na druhoj zimie wajny (1966), Siarod noczy (1968), powieściach Iskry u papialiszczy (1969),  Suzorje Wialikaj Miadzwiedzicy (1980), zbiorze prozy Mnie treba jechać (1974) głównym tematem była II wojna światowa. W opowieściach Miera czasu (1962), Ekzamien (1963) i Wauczki (1972) poruszała aktualne problemy współczesności. Napisała także książkę humoru i satyry „Kwatera Nr 3” (1961).
Lidzija Arabiej wraz z Heleną Romanowską przetłumaczyły w 1960 roku na język białoruski powieść estońskiego pisarza Aadu Hinta Wybrzeże wiatrów. Pojedyncze utwory Arabiej zostały przełożone na języki litewski, polski i rosyjski.
Zmarła wieczorem 20 lutego 2015 roku. Została poddana kremacji i pochowana na Cmentarzu Północnym w Mińsku.

## Wybrane utwory
- Выбраныя творы. T. 1–2. Mińsk: 1985. (biał.). Brak numerów stron w książce
- Халодны май. Mińsk: 1993. (biał.). Brak numerów stron w książce